# 中帆登美
中帆 登美（なかほ とみ、1960年11月25日 - ）は、青森県弘前市出身の女優。

## 人物・来歴
- 弘前工業高等学校インテリア科卒業[1]後、上京。モデルの活動を始める[1]。
- 1980年。つかこうへい事務所の新人オーディションに合格[1]。以後、1980年代からテレビドラマを中心に活躍している。
- 一時、芸名を 久我美智子 で活動していた。（※ 芸名遍歴 …　中帆登美（〜1990年）　→　久我美智子（1991年〜1997年）　→　中帆登美（1998年〜））
- 女優業のみならず、モデル業もこなす。CM出演が多い。
- 男優の長谷川初範、女優の栗田よう子 との共演が多い。
- 1982年当時、特技としていた紙粘土細工を披露していたことがある[2]。

## 出演

### テレビドラマ
- 翔んだカップル（1980年10月3日〜1981年4月10日） - 杉村秋美
- ハイカラさん（1982年4月5日〜10月2日・NHK朝の連続テレビ小説）
- 君は海を見たか（1982年10月15日〜12月24日）
- おゆう（1983年4月4日〜9月30日）
- スイートホーム殺人事件・新妻は何故殺された? 新登場!ママは美人の推理作家!! 危険なマイホームの夢（1983年7月2日・ザ・サスペンス）
- 外科医 城戸修平 第13回「いのち美しく」（1983年8月2日）
- 新ハングマン 第5回「清純派女優を汚す敏腕プロデューサー」（1983年8月26日） - 高級クラブホステス
- スチュワーデス物語（1983年10月18日〜1984年3月27日）
- 太陽にほえろ! 第593回「ジプシー再び」（1984年3月9日） - 一条真弓
- 流れ星佐吉（1984年4月3日〜9月25日）
- 幽霊シリーズ(8) 幽霊半島・迷探偵新コンビ誕生!（1984年4月14日・土曜ワイド劇場）
- 団地殺人事件II・妻たちの危険な関係（1984年6月2日・ザ・サスペンス）
- 家族の晩餐（1984年8月6日〜9月24日）
- 未婚の女医の診察室（1985年4月18日〜6月20日）
- 見込み違い夫婦（1985年9月16日・月曜ワイド劇場）
- 赤いドレスの女・ファッションデザイナー殺人事件（1985年10月26日・土曜ワイド劇場）
- 誇りの報酬 第17回「頭脳プレーでホシを追え」（1986年2月2日） - 勝又昇の恋人
- 死者からの電話・美人OL、失意の復讐 姉は誰かに殺された（1986年11月14日・金曜女のドラマスペシャル)
- 殺人現場から消えた女・青いドレス、ほくろに仕組まれた不倫の罠…（1988年11月12日・土曜ワイド劇場）
- 松本清張作家活動40年記念企画・波の塔（1991年5月24日・金曜ドラマシアター）
- 外科病棟女医の事件ファイル（1991年7月11日〜9月19日）
- 信長 KING OF ZIPANGU（1992年1月5日〜12月13日・NHK大河ドラマ）
- 世にも奇妙な物語 春の特別編・震える愛（1992年4月9日）
- 悪女（1992年4月18日、日本テレビ系列、制作・読売テレビ）
- 世にも奇妙な物語 冬の特別編・私の赤ちゃん（1992年12月30日）
- 七人の女弁護士(3) 第1回「みちのく同窓会殺人旅行! 東北新幹線“あおば”途中下車の謎?! 女検事の対決」（1993年1月7日）
- ホテルドクター 第8回「娘が誘拐された!!」（1993年3月2日）
- ひとつ屋根の下(1)（1993年4月12日〜6月28日）
- ダブルキッチン（1993年4月16日〜6月25日）
- if…もしも（1993年4月22日〜9月16日）
- 誘惑の夏（1993年6月28日〜9月24日）
- 夜の街シリーズ(2)・夜の街殺人物語　東京・銀座－群馬・老神温泉、女に殺意が芽生える時（1993年8月28日・土曜ワイド劇場）
- タクシードライバーの推理日誌(2)・昼下がりの危険な乗客（1993年10月2日・土曜ワイド劇場）
- あすなろ白書（1993年10月11日〜12月20日）
- お姉さんの朝帰り(1)（1994年1月11日〜2月8日）
- 南くんの恋人 第6話（1994年2月21日） - ちよみの母※写真のみ
- 殿さま風来坊隠れ旅（1994年4月2日〜10月1日）
- この愛に生きて（1994年4月14日〜6月30日）
- お姉さんの朝帰り(2)（1994年5月24日〜6月28日）
- 刑事・鬼貫八郎(3) 完全犯罪（1994年7月26日・火曜サスペンス劇場）
- ハートにS 第5回 エンディング「Ladies」（1995年5月8日） - 主演
- ダブルマザー（1995年7月11日〜9月29日）
- 取調室2（1995年7月18日・火曜サスペンス劇場） - 鳥居弓子
- やさしい遺言 台所の調味料の瓶を捨てて…（1996年2月20日・火曜サスペンス劇場）
- 木曜の怪談・MMR未確認飛行物体（1996年4月〜9月）
- 炎の消防隊（1996年4月11日〜6月26日）
- みにくいアヒルの子（1996年4月16日〜6月25日）
- 法医学教室の事件ファイル(4)・バラバラ死体が無実の証拠に!?（1996年5月11日・土曜ワイド劇場）
- 女調査員・おでん屋“ぽんた”探偵局(1)（1996年7月20日・土曜ワイド劇場）
- 彼女たちの結婚・Leurs Mariages（1997年1月9日〜3月20日）
- 名探偵キャサリン(3)・花の棺（1997年4月7日・月曜ドラマスペシャル）
- ビーチボーイズ（1997年7月7日〜9月22日） - 真琴の担任
- 松本清張七回忌特別企画・薄化粧の男（1998年6月26日・金曜エンタテイメント）
- はぐれ刑事純情派(11) 第19回「沈黙の女!? 母に贈る花束の謎」（1998年8月5日）
- いのちの器（1998年10月5日〜12月25日）
- 地方記者・立花陽介(12) 飛騨高山通信局（1998年12月15日・火曜サスペンス劇場）
- はみだし刑事情熱系(4) 第2回「愛と哀しみの殺意!!兵吾君が父親!?告白が変えた2人の関係!」（1999年10月13日）
- 保護司・夏目清一 父親殺し!（1999年12月11日・土曜ワイド劇場）
- 私の青空2002（2002年4月1日〜5月27日）
- 芸能記者・柳田信吉の挑戦 スター誕生殺人事件（2003年2月26日・水曜女と愛とミステリー）
- 牡丹と薔薇（2004年1月5日〜3月26日）
- 女医・優〜青空クリニック〜（2004年6月28日〜9月24日）
- 相棒 season4 第15話「殺人セレブ」（2006年2月1日）
- 忘却の調べ・オブリビオン（2007年5月30日・水曜ミステリー9）
- 西村京太郎トラベルミステリー(52) 密室列車（2009年9月26日・土曜ワイド劇場）
- 再捜査刑事・片岡悠介(5) 東京〜金沢 未解決誘拐殺人ルート!（2013年7月6日・土曜ワイド劇場）
- 十字架（詳細不明）
- ワンダラー（詳細不明）

### 映画
- 金魂巻（1985年4月20日・にっかつ）
- オイディップスの凶獣（1993年9月10日・にっかつ）
- 水の花（2006年8月5日・ユーロスペース）
- 象の背中（2007年10月27日・松竹）
- 青い鳥（2008年11月29日・アニープラネット）

### 舞台
- 寝盗られ宗介（つかこうへい事務所公演）
- 幽霊（加藤健一事務所公演）
- 花よりタンゴ（こまつ座公演）

### ビデオ
- ギャラリー

### スチール
- 美しい着物（1995年）

### CM
- 「中央三井信託銀行」
- 「大阪ガス」
- 「理研 無添加素材力」
- 「NTT（三人姉妹）」
- 「デビアス（スイートテンダイヤモンド）」
- 「オージービーフ」
- 「ゆうパック」
- 「ホーキンズ（トレッキングブーツ）」
- 「ミスタードーナツ（きなこボール）」
- 「インナーサイエンス」
- 「チューリッヒ自動車保険」
- 「ニッポンハム（シャウエッセン）」
- 「セキスイハウス」
- 「再春館製薬所（ドモホルンリンクル）」
- 「ヘーベルハウス」
- 「ケロッグ」
- 「P&G」
- 「メナード」
- 「東京ディズニーランド」
- 「クラブANA」
- 「GTホーキンス」